# Kelechi Iheanacho
Kelechi Promise Iheanacho (Nigéria, 1996. október 3. –) nigériai válogatott labdarúgó, a Middlesbrough játékosa, kölcsönben a Sevillától.

## Pályafutása

### Sikerei, díjai
- Nigéria
  - U17-es világbajnok: 2013
- Manchester City
  - Angol ligakupa: 2015–2016
- Leicester City
  - Angol kupagyőztes: 2020–2021
  - Angol szuperkupa-győztes: 2021
  - Angol másodosztályú bajnok: 2023–2024

## Külső hivatkozások
- transfermarkt
- soccerway